# Szymon Sajnok
Szymon Wojciech Sajnok (* 24. srpna 1997) je polský profesionální silniční cyklista jezdící za UCI ProTeam Q36.5 Pro Cycling Team.

## Hlavní výsledky

### Silniční cyklistika
2015
Národní šampionát
 vítěz časovky juniorů
Coupe du Président de la Ville de Grudziądz
vítěz 2. etapy
5. místo Paříž–Roubaix Juniors
2016
7. místo GP Slovakia
2017
Tour de Kumano
vítěz prologu
Národní šampionát
2. místo časovka do 23 let
2018
Dookoła Mazowsza
 celkový vítěz
 vítěz soutěže mladých jezdců
vítěz prologu a etap 1 a 2
2. místo Memoriał Romana Siemińskiego
3. místo Rund um Köln
Szlakiem Walk Majora Hubala
7. místo celkově
 vítěz bodovací soutěže
9. místo Münsterland Giro
2019
Národní šampionát
 vítěz časovky do 23 let
4. místo Bredene Koksijde Classic
2020
Národní šampionát
2. místo silniční závod

#### Výsledky na Grand Tours
| Grand Tour      | 2019 |
| --------------- | ---- |
| Giro d'Italia   | —    |
| Tour de France  | —    |
| Vuelta a España | 142  |

| —   | Nezúčastnil se |
| DNF | Nedokončil     |

### Dráhová cyklistika
2016
UCI Track World Cup – Apeldoorn
 vítěz omnia
Mistrovství Evropy do 23 let
 2. místo omnium
2017
UCI Track World Cup – Los Angeles
 vítěz omnia
Národní šampionát
 vítěz omnia
 vítěz bodovacího závodu
 vítěz scratche
2018
Mistrovství světa
 vítěz omnia

### Horská kola
2014
Národní šampionát
 vítěz cross-country juniorů
Letní olympijské hry mládeže
3. místo cross-country eliminátor

### Cyklokros
2013–2014
Národní šampionát
2. místo závod juniorů
2014–2015
Národní šampionát
 vítěz závodu juniorů